# 山本橋駅
山本橋駅（やまもとばしえき）は、かつて熊本県鹿本郡植木町（現・熊本市北区）植木町内にあった山鹿温泉鉄道の駅（廃駅）である。

## 歴史
- 1917年（大正6年）12月22日：鹿本鉄道（後の山鹿温泉鉄道）、植木 - 肥後豊田の鉄道線開業とともに同線の駅として開設。
- 1942年（昭和17年）：蒸気機関車用の給水施設が構内に設けられる[1]。
- 1960年（昭和35年）12月1日：山鹿温泉鉄道、全線で休止。
- 1965年（昭和40年）2月4日：山鹿温泉鉄道、全線廃止に伴い当駅も廃止。

## 駅構造
1面1線のホームを有する地上駅。

## 駅周辺
- 熊本県道330号熊本山鹿自転車道線（鉄道廃線転用道路）
- 熊本県道3号大牟田植木線
- 産交バス「山本橋」停留所

## 現在
- 線路跡は自転車道に転用され駅跡は整備され山本橋駐輪場として自転車道の休憩所として利用している[2]。

## 隣の駅
山鹿温泉鉄道
山鹿温泉鉄道線
今古閑駅 - 山本橋駅 - 今藤駅